# Железная дорога Могадишо — Виллабруцци
Железная дорога Могадишо — Виллабруцци — разрушенная ныне железная дорога в южной части Сомали, построенная в период существования Итальянского Сомали до реки Уэби-Шабелле. Дорога существовала в 1914—1941 годах и использовалась в основном для перевозки сельскохозяйственной продукции. Во время Второй мировой войны она была разрушена британскими войсками. С этого момента и до настоящего времени железных дорог в Сомали нет.

## История
К концу XIX века юго-восточная, центральная и северо-восточная часть современного Сомали были колонизированы итальянцами с образованием на них колонии Итальянский Сомалиленд. Строительство железной дороги началось в окрестностях административного центра колонии, Могадишо, после начала Первой мировой войны в 1914 году.
В 1918 году дорогу продлили до города Байдабо, планируя довести её до Афгойе, но на тот момент строительство было остановлено после прокладывания 29 км дороги. В сентябре 1924 года, однако, железная дорога дошла до Афгойе.
В середине 1920-х годов Луиджи Амедео, член итальянской королевской семьи, запланировал продление железной дороги до реки Уэби-Шабелле, вдоль которой решил создать колониальные поселения. Строительство нового участка железной дороги началось в январе 1927 года и было завершено в сентябре. Дорога общей протяжённостью 114 км дошла до Виллабруцци (ныне Джохар), ставшего её конечным пунктом, в 1928 году. Первоначально предполагалось, что железная дорога будет продлена от Виллабруции до сомалийско-эфиопской границы и в Огаден, но начало в 1936 году Второй итало-абиссинской войны приостановило дальнейшее строительство.
В 1936 году в результате войны большая часть Эфиопии была оккупирована Италией и включена в состав новообразованной колонии Итальянская Восточная Африка. В 1939 году премьер-министр Италии Бенито Муссолини запланировал строительство автомобильной и железной дорог между Могадишо и эфиопской столицей Аддис-Абебой, но до начала Второй мировой войны была построена только автомобильная дорога («La Strada Imperiale»).
В 1941 году, когда Великобритания оккупировала в ходе войны итальянские владения в Восточной Африке, железная дорога была разобрана британскими войсками. С этого времени она больше не использовалась, за исключением некоторых неразобранных участков в районе гавани Могадишо. В 1942 году несколько тепловозов были вывезены британским правительством в захваченную Эритреею, где использовались затем на железной дороге Массауа—Асмэра.
В 1980-х годах президент Сомали Мохаммед Сиад Барре озвучил план восстановления железной дороги, однако по причине краха его режима в результате начавшейся вскоре Гражданской войны в Сомали эти планы не были претворены в жизнь.

## Статистика
Управление данной железной дорогой находилось в ведении компании Ferrovie Somale. Железная дорога использовалась в первую очередь для транспортировки грузов. Большую часть грузов составляли сельскохозяйственные продукты — хлопок, бананы и кофе, которые везли с плантаций в районе Виллабруцци для продажи на экспорт через порт Могадишо. Тем не менее дорога использовалась и туристами. Согласно статистическим данным за 1930 год, поезда на железной дороге перевезли 19359 пассажиров и 43467 тонн грузов, а доходы составили 1591527 сомалийских лир.